# سكك حديدية وروابط
قضبان وروابط (بالإنجليزية: Rails & Ties)‏ هو فيلم درامي أمريكي أُصدر عام 2007 من إخراج أليسون إيستوود وتأليف ميكي ليفي. يحكي الفيلم قصة صبي صغير ووالدته الأرملة المريضة عقلياً والتي تنتحر عن طريق الوقوف على خط سكة حديد بسيارتها، بعد موتها يهرب الصبي من أم حاضنة قاسية ويذهب لمواجهة سائق القطار الذي قتل والدته عن طريق الخطأ، ويطلب منه هو وزوجته تبنيه ورعايته؛ يتفق الاثنان على تربيته، ويتبين لاحقاً أن الزوجة تحتضر بسبب سرطان الثدي. يؤدي كيفن بيكون دور سائق القطار، ومارسيا جاي هاردن دور زوجته المريضة، ومايلز هايزر الصبي.

## القصة
"لورا دانر" أم عزباء مريضة عقلياً تتعاطى المخدرات، وهي غير قادرة على رعاية ابنها "ديفي" البالغ من العمر 10 سنوات؛ بدافع اليأس، تقرر الانتحار عن طريق إيقاف السيارة في مسار سكة قطار، وتأخذ "ديفي" معها، تقدم له بعض المهدئات سابقاً لكنه يبصقها دون علمها، تقود الأم بإتجاه السكة وعند اقتراب القطار يحاول "ديفي" سحبها من السيارة، ولكنه لا يستطيع فيقفز في الوقت المناسب قبل ارتطام القطار بسيارة والدته.
اثنان من طاقم عمل القطار، "توم ستارك" و"أوتيس هيغز"، يشاهدان السيارة على السكة ويتجادلان حول ما إذا كانت محطة الطوارئ ستخرج القطار عن مساره أم لا، ومع ذلك، يصطدم القطار بالسيارة وتتوفى والدة الصبي "ديفي". لاحقاً، تدعو شركة السكك الحديدية إلى تحقيق داخلي وتوقف أنشطة السائقين.
قضى "ديفي" الليلة الأولى بعد الحادث مع الأخصائية الاجتماعي المتعاطفة "رينيه"و التي تضع الصبي مع أم حاضنة انضباطية وقاسية القلب وتخبر الصبي على الفور أنها كانت تفضل أن تحظى بتربية فتاة. في وقت لاحق، تحبس الأم الحاضنة "ديفي" في غرفته لإهانته لها أثناء توبيخها له في المطبخ؛ يحطم "ديفي" إطار صورة معلق على الحائط ويستخدم الزجاج المحطم لقطع الشبك في النافذة المفتوحة ويخرج هارباً، فتبلغ الأم الحاضنة السلطات الذين يبدؤون في البحث عن "ديفي".
يتمكن "ديفي" من الوصول لعنوان منزل سائق القطار "توم ستارك" ويوبخه لقتله والدته عن طريق الخطأ في حادث القطار، ,وعندما يهدأ تصر زوجة "توم" "ميغان" على السماح لـ"ديفي" بالبقاء على الرغم من عدم موافقة "توم" في البداية.
مع مرور الأيام، تساعد رعاية "ديفي" الزوجين على التقرب من بعضهما.
تعاني "ميغان" من سرطان الثدي الذي ينتشر في عظامها لاحقاً. بعد أن خضعت بالفعل لعملية استئصال الثدي، تقرر "ميغان" أنها لن تتحمل العلاج الكيميائي بعد الآن وأن تتقبل موتها المحتوم.
ليس لـ"توم" و "ميغان" أية أطفال، ويرجع ذلك جزئيًا إلى مرض "ميغان" وجزئيًا بسبب وظيفة "توم".
توم غير قادر على التعامل مع مرض زوجته ويحثها على مواصلة العلاج، في هذه الأثناء، تعرف الأخصائية الاجتماعية "رينيه" أن "ديفي" روبما يكون قد في منزل "ستارك" وتذهب إلى وتقوم بتفتيشه مشتبهةً في وجود الصبي، لكنها لا تجد سوى "ميغان ستارك" المريضة.
تراقب الأخصائية "رينيه" الأسرة الذين خرجوا للتنزه في الحديقة لتقوية علاقتهم ببعضهم البعض، وتقرر الاتصال بالشرطة لكنها تتوقف عندما تدرك أن الصبي جزء من عائلة مخلصة.
تتدهور حالة "ميغان" ويكتشف "ديفي" أنها تحتضر بالفعل، ويصاب بنوبة هلع، ويلوم نفسه ليس فقط على وفاة "ميغان" بل أيضًا على انتحار والدته، يطمئنه "توم ستارك" ويقول له أن هذا ليس خطؤه.
قبل ساعات قليلة من وفاتها، تخبر "ميغان" "ديفي" الحزين كم تحبه. وتموت لاحقاً أثناء نومها.
بعد مرور بعض الوقت على الجنازة، يخبر "توم" "ديفي" أنه ربما حان الوقت الآن للاتصال بالأخصائية الاجتماعية لمعرفة ما إذا كان بإمكانه تبنيه، وينتهي الفيلم مع اقتراب "توم" و"ديفي" من مكتب الأخصائية "رينيه" جنبًا إلى جنب.

## الممثلون
- كيفن بيكون بدور توم ستارك
- مارسيا جاي هاردن بدور ميغان ستارك
- مايلز هايزر بدور ديفي دانر
- مارين هينكل بدور رينيه
- يوجين بيرد بدور أوتيس هيغز
- بوني روت بدور لورا دانر
- ستيف إيستن بدور إن بي جارسيا
- لورا سيرون بدور سوزان جارسيا
- مارجو مارتنديل بدور جودي نيزي
- كاثرين جوستن بدور السيدة براون

## الاستقبال النقدي
يمنح موقع روتن توميتوز الفيلم تقييم 34٪ بناءً على آراء 47 ناقداً، وكان رأي الإجماع في الموقع أنه "على الرغم من وجود طاقم تمثيل قوي، إلا أن الفيلم عبارة عن ميلودراما مجهدة عاطفيًا، وليست قابلة للتصديق تمامًا".

## روابط خارجية
- الموقع الرسمي للفيلم
- صفحة الفيلم على آي إم دي بي